# Faculdade Maria Milza
A Faculdade Maria Milza, também conhecida pela sigla FAMAM, foi fundada em 18 de Março de 2004. Atualmente possui 16 cursos de graduação divididos em bacharelados, licenciaturas e curso de tecnólogo, além de cursos de pós-graduação de Especialização (Lato sensu) e Mestrado (Stricto sensu). Situa-se na Rodovia BR-101, Km 215, no município de Governador Mangabeira do estado da Bahia.

## Curso de Tecnólogo
- Radiologia

## Cursos de Graduação
Bacharelados
- Administração
- Biomedicina
- Ciências Contábeis
- Direito
- Educação Física
- Enfermagem
- Engenharia Civil
- Farmácia
- Fisioterapia
- Nutrição
- Odontologia
- Psicologia
- Serviço Social

Licenciaturas
- Educação Física
- Geografia
- História
- Pedagogia

## Pós-Graduação Especialização (Lato sensu)
- Ciência do Treinamento Desportivo
- Educação Infantil
- Farmacologia Hospitalar com Ênfase em Oncologia
- Gestão Estratégica de Negócios
- Imunologia e Imunização
- Licitações, Contratos e Convênios Administrativos
- MBA em Controladoria e Finanças
- Nutrição Clínica e Funcional
- Saúde Coletiva

## Programa de Mestrado (Stricto sensu)
- Desenvolvimento Regional e Meio Ambiente
- Biotecnologia